# Els Van Hoof
 (mai 2022).
Si vous disposez d'ouvrages ou d'articles de référence ou si vous connaissez des sites web de qualité traitant du thème abordé ici, merci de compléter l'article en donnant les références utiles à sa vérifiabilité et en les liant à la section « Notes et références ».
Els W. Van Hoof, née le 7 mars 1969 à Louvain est une femme politique belge flamande, membre du CD&V.
Elle est licenciée en sciences politiques et sociales, spécialisée en administration publique européenne (KUL) ;
diplômée en études européennes, spécialisée en droit européen (université Robert Schuman - Strasbourg). 
Elle fut conseillère de cabinet et responsable de projet pour l'Amérique latine (Wereldsolidariteit) et présidente d'arrondissement (1998-2003), puis générale du groupe de travail CD&V Vrouw en Maatschappij (1998-2003).

## Fonctions politiques
- 2000-2006 : conseillère provinciale de la province du Brabant flamand
- 2004-     : conseillère communale à Louvain
- 2008-     : échevine à Louvain
- 2008-2008 : sénatrice élue directe (remplaçant Etienne Schouppe)
- 2009-2014 : sénateur belge (remplace Yves Leterme)
- 2014-     : députée fédérale en suppléance de Koen Geens